# Chung kết Cúp Liên đoàn các châu lục 2005
Chung kết Cúp Liên đoàn các châu lục 2005 là trận đấu bóng đá để tìn ra nhà vô địch của Cúp Liên đoàn các châu lục 2005. Trận đấu được diễn ra tại sân Waldstadion, Frankfurt, Đức, vào ngày 29 tháng 6 năm 2005 giữa hai đội Brasil và Argentina. Brasil giành chiến thắng với tỉ số 4–1.

## Đường đến trận chung kết
| Đội      | Tr | T | H | B | BT | BB | HS | Đ |
| -------- | -- | - | - | - | -- | -- | -- | - |
| México   | 3  | 2 | 1 | 0 | 3  | 1  | +2 | 7 |
| Brasil   | 3  | 1 | 1 | 1 | 5  | 3  | +2 | 4 |
| Nhật Bản | 3  | 1 | 1 | 1 | 4  | 4  | 0  | 4 |
| Hy Lạp   | 3  | 0 | 1 | 2 | 0  | 4  | −4 | 1 |

| Đội       | Tr | T | H | B | BT | BB | HS | Đ |
| --------- | -- | - | - | - | -- | -- | -- | - |
| Đức       | 3  | 2 | 1 | 0 | 9  | 5  | +4 | 7 |
| Argentina | 3  | 2 | 1 | 0 | 8  | 5  | +3 | 7 |
| Tunisia   | 3  | 1 | 0 | 2 | 3  | 5  | −2 | 3 |
| Úc        | 3  | 0 | 0 | 3 | 5  | 10 | −5 | 0 |

## Chi tiết trận đấu
| Brasil                                       | 4–1      | Argentina |
| -------------------------------------------- | -------- | --------- |
| Adriano 11', 63' · Kaká 16' · Ronaldinho 47' | Chi tiết | Aimar 65' |

| Brasil | Argentina |

| GK                      | 1  | Dida           |     |     |
| RB                      | 13 | Cicinho        |     | 86' |
| CB                      | 3  | Lúcio          |     |     |
| CB                      | 4  | Roque Júnior   |     |     |
| LB                      | 6  | Gilberto       |     |     |
| DM                      | 5  | Emerson        |     |     |
| CM                      | 8  | Kaká           |     | 86' |
| CM                      | 11 | Zé Roberto     |     |     |
| AM                      | 10 | Ronaldinho (c) | 28' |     |
| CF                      | 9  | Adriano        |     |     |
| CF                      | 7  | Robinho        |     | 90' |
| Vào sân thay người:     |    |                |     |     |
| DF                      | 2  | Maicon         |     | 86' |
| MF                      | 19 | Renato         |     | 86' |
| MF                      | 18 | Juninho        |     | 90' |
| Huấn luyện viên trưởng: |    |                |     |     |
| Carlos Alberto Parreira |    |                |     |     |

| GK                      | 12 | Germán Lux           |     |     |
| RB                      | 4  | Javier Zanetti       |     |     |
| CB                      | 16 | Fabricio Coloccini   | 28' |     |
| CB                      | 6  | Gabriel Heinze       |     |     |
| LB                      | 15 | Diego Placente       |     |     |
| CM                      | 5  | Esteban Cambiasso    | 42' | 56' |
| CM                      | 17 | Lucas Bernardi       |     |     |
| RW                      | 11 | César Delgado        |     | 81' |
| AM                      | 8  | Juan Román Riquelme  |     |     |
| LW                      | 3  | Juan Pablo Sorín (c) | 35' |     |
| CF                      | 21 | Luciano Figueroa     |     | 72' |
| Vào sân thay người:     |    |                      |     |     |
| MF                      | 10 | Pablo Aimar          | 73' | 56' |
| FW                      | 7  | Carlos Tevez         |     | 72' |
| FW                      | 22 | Luciano Galletti     |     | 81' |
| Huấn luyện viên trưởng: |    |                      |     |     |
| José Pekerman           |    |                      |     |     |

| Cầu thủ xuất sắc nhất trận: Ronaldinho (Brasil) Trợ lý trọng tài: Roman Slyško (Slovakia) Martin Balko (Slovakia) Trọng tài thứ tư: Peter Prendergast (Jamaica) |